# Мите Марков
Вижте пояснителната страница за други личности с името Димитър Марков (пояснение).
Димитър (Мите) Марков е български революционер и просветен деец.

## Биография
Мите Марков е роден в Горна Джумая, тогава в Османската империя, днес Благоевград, България. Учи в класното училище в Горна Джумая и в Рилския манастир. Занимава се с търговия. През 1872-1873 година е учител в родния си град. Член е на местния революционен комитет, действащ заедно с комитета в Рила, и активно участва в подготовката на Априлското въстание. След предателство в село Падеш е заловен заедно с Георги Мициев и Георги Чапрашиков. Задържан е и е осъден в София на смърт. Обесен на чаршийския мост на река Бистрица в родния си град.
На името на Мите Марков е кръстен площад в Благоевград.